# 無頼 (映画)
『無頼』（ぶらい）は、2020年制作の日本のヤクザ映画。井筒和幸監督作品。
敗戦後から高度経済成長期を経て、バブル崩壊までの時代を舞台に、命懸けで裏社会を生き抜いていく無頼の徒たちの姿を描く。井筒和幸の8年ぶりの監督映画で、オーディションで選ばれた総勢300人の俳優陣が出演している。R15+指定。
当初は2020年5月16日から公開予定であったが、新型コロナウイルス感染症の流行の影響で12月に延期された。

## キャスト
- 井藤正治：松本利夫[3]
- 佳奈：柳ゆり菜[4]
- 井藤孝（正治の実兄）：中村達也
- 若頭：清水伸
- 逸見慎二：松角洋平
- 井藤泰（正治の実兄）：遠藤かおる
- 加藤：佐藤五郎
- 五木：久場雄太
- 坂田：阿部亮平
- 大山（旭川の神主の息子）：遠藤雄弥
- 火野蜂三
- 木幡竜
- 清水優
- 田口巧輝
- 朝香賢徹
- ペ・ジョンミョン
- 髙橋雄祐
- 橋本一郎
- カツマタ（父が県会議員）：和田聰宏
- 高橋洋
- 松尾潤
- 松本大志
- 香川一二三：浜田学
- 駒木根隆介
- 松浦祐也
- 森本のぶ
- 井藤まさよ：赤間麻里子
- 逸見の嫁：石田佳名子
- 西川可奈子
- 於保佐代子
- 井藤正治：中山晨輝
- 斎藤嘉樹
- 澤村大輔
- 長村航希
- 斉藤天鼓
- 芦川誠
- 静岡県警本部長：日向丈
- 中西良太
- 剛州
- 土平ドンペイ
- 看護婦：筧美和子
- 武田幸三
- 小手山雅
- 仁科貴
- 黒石高大
- 大久保了
- 中原和宏
- 重松隆志
- 渡部龍平
- 山口岳彦
- 冨永竜
- 小林諒音
- 星野裕矢
- 三島ゆたか
- 橘組組長：ラサール石井
- 若松組橘組川野組組長 川野隆：小木茂光
- 中野俊秋：木下ほうか
- 若松組組長 谷山雅也：升毅
- 若松組イサカ組組長：隆大介
- 三上寛
- 外波山文明

## 主題歌
- 「春夏秋冬～無頼バージョン」作詞・作曲・歌：泉谷しげる

## スタッフ
- 監督：井筒和幸

- プロデューサー：増田悟司、小木曽仁、湊谷恭史
- 協力プロデューサー：榎崎博邦、谷口則之
- 脚本：佐野宜志、都築直飛、井筒和幸
- 原案監修：宮原裕志、牧岡茂
- 音楽プロデューサー：林敏明
- 音楽：細井豊
- 撮影：千足陽一（J.S.C.）
- 美術：新田隆之
- 照明：渡部嘉
- 録音：白取貢
- VFXスーパーバイザー：オダイッセイ
- 編集：山下健治
- 助監督：齊藤勇起
- 制作担当：小沼秀剛、姫田伸也
- 監督助手：泉原航一、土山晃憲
- スクリプター：杉山昌子
- 大道具組付：木村浩之
- 装飾：尾関龍生、畠山和久、大藤邦康
- 映画館絵看板：相沢克人
- スチール：蒔苗仁
- ポスターデザイン：長谷川功
- ポスター制作：藤森詔子、四宮義俊、山崎背景
- ヘアメイク：下田かおり
- 衣裳：松川好伸、越智雅之、浜辺みさき
- アクションコーディネーター：青木哲也
- ガンエフェクト：大宮敏明、竹田荘志、大宮裕作
- カースタント・牽引：佐藤秀美、宮方聖江
- 特殊メイク：JIRO、羽根亨
- カツラ製作：須賀寛子
- 肌絵師：田中光司
- 制作主任：岩崎晋一
- 網走コーディネーター：ワークスロケーションクルー
- カンボジアコーディネーター：Hong Sampheap（山本由花里）、Khem Veasna
- カンボジア協力：在日カンボジア難民協会
- Cambodeia Bodyguards Unit：KHEM Pich Rithy
- 協力省庁：カンボジア文化芸術省
- 台詞引用「仁義なき戦い」（脚本 笠原和夫）より
- VFX制作プロダクション：NICE+DAY,Inc
- VFXディレクター：影山達也
- 制作デスク：中田雅子
- 音楽制作：イーエムシー
- スチール：蒔苗仁
- 制作プロダクション：サムアス24
- 配給協力：ラビットハウス
- 企画・配給：チッチオフィルム